# T-1 (航空機・アメリカ)

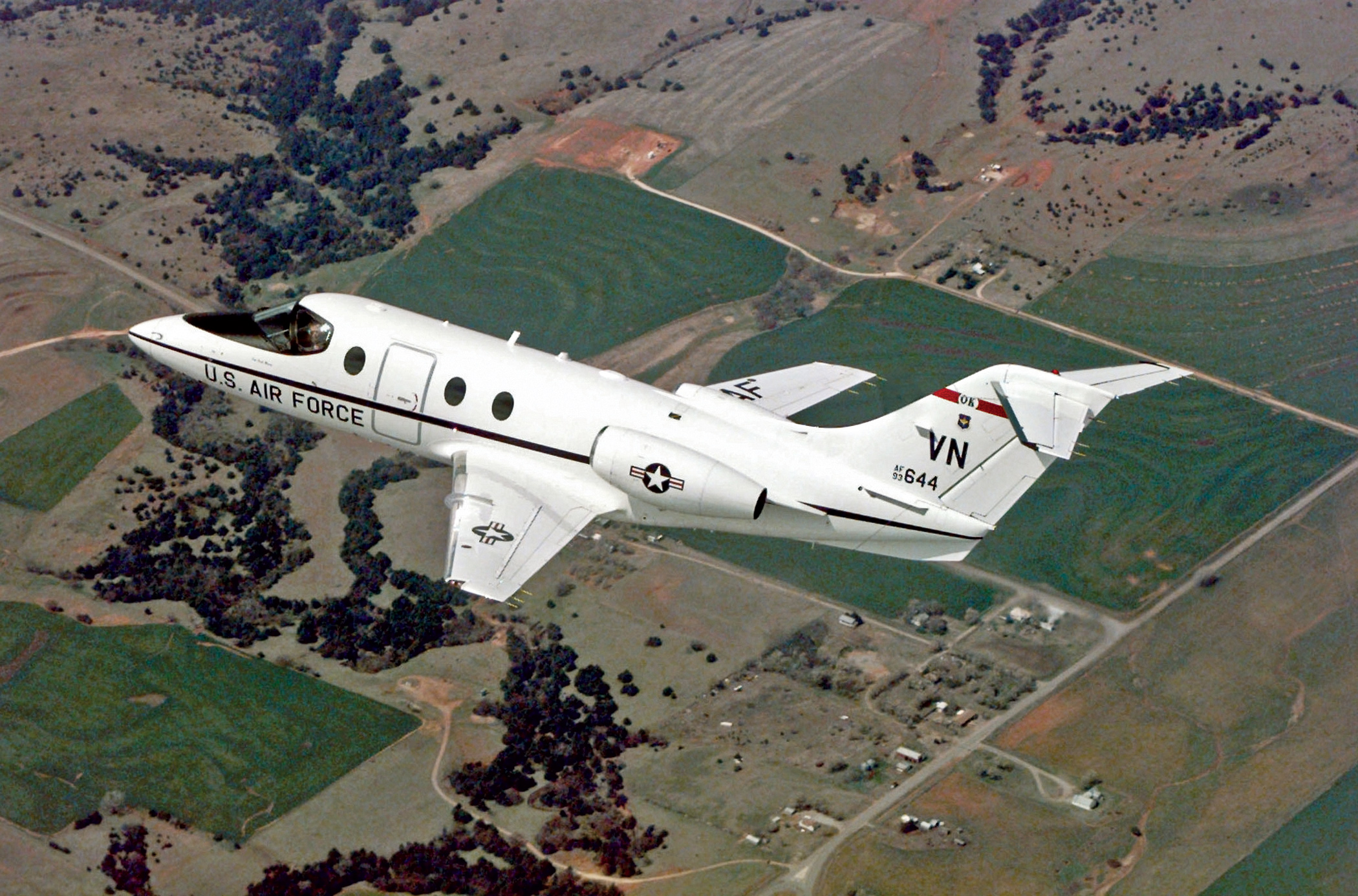
T-1A ジェイホーク

T-1は、アメリカ空軍の双発ジェット練習機。ビジネスジェット機ビーチジェット400Aの軍用型であり、主として輸送機のパイロットの養成に用いられる。愛称はジェイホーク（Jayhawk）
本項では、航空自衛隊で採用されたほぼ同型の練習機T-400についても記述する。

## 設計と開発
T-1Aは中型の双発ジェット練習機で、アメリカ空軍特別パイロット養成課程で輸送機や空中給油機のパイロットの養成に使用される。同様に空軍の航法士や海軍のフライトオフィサーの養成にも用いられる。
操縦席には教官と2名の候補生が座り、後退翼と双発のターボファンエンジンによりマッハ0.78で飛行する。装備品の一部が米軍の要求によって改修されたほか、機内に燃料タンクを増設し、離陸・着陸を頻繁に行うため主脚を、バードストライク対策のためウインドシールドと主/尾翼前縁を強化している。

## 運用
最初のT-1Aは1992年1月テキサス州のリーズ空軍基地に納入され1993年から同機を使った訓練を開始した。総計180機が1992年から1997年にかけて納入された。
2016年2月、配備先の一つであるテキサス州ラフリン空軍基地で大規模な雹害があり、全保有機の約四分の一にあたる39機のT-1Aが深刻な損害を受けて任務から外された。

## 配備部隊
アメリカ合衆国
- アメリカ空軍
  - 航空教育・訓練軍団
    - 第12飛行訓練航空団（英語版） - テキサス州ランドルフ空軍基地（英語版）
      - 第99飛行訓練飛行隊
      - 第451飛行訓練飛行隊

    - 第14飛行訓練航空団（英語版） - ミシシッピ州コロンバス空軍基地（英語版）
      - 第48飛行訓練飛行隊

    - 第47飛行訓練航空団（英語版） - テキサス州ラフリン空軍基地（英語版）
      - 第86飛行訓練飛行隊

    - 第71飛行訓練航空団（英語版） - オクラホマ州ヴァンス空軍基地（英語版）
      - 第3飛行訓練飛行隊（英語版）

  - 空軍予備役軍団
    - 第340飛行訓練群（英語版）
      - 第5飛行訓練飛行隊（英語版） - ヴァンス空軍基地
      - 第43飛行訓練飛行隊（英語版） - コロンバス空軍基地
      - 第96飛行訓練飛行隊（英語版） - ラフリン空軍基地
      - 第97飛行訓練飛行隊（英語版） - ランドルフ空軍基地

## スペック
出典: 
諸元
- 定員: 4
- 全長: 14.75 m
- 全高: 4.24 m
- 翼幅:
- 最大離陸重量: 7,303
- 動力: プラット・アンド・ホイットニー・カナダ JT15D-5B ターボファン、12.9 kN （2,900 lbs）  × 2

性能
- 最大速度: M 0.785
- 実用上昇限度: 12,500 m

## 航空自衛隊のT-400

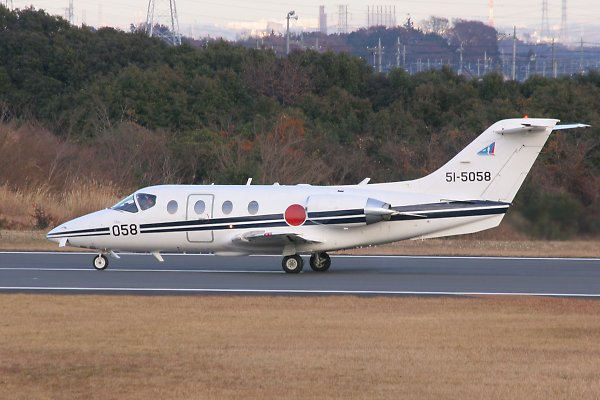
T-400

日本の航空自衛隊でも、輸送機・救難機などの乗員を教育する次期多発機乗員訓練機（TC-X）として、ビーチジェット400AをT-400として採用、1994年（平成6年）から13機を導入した。全機が浜松基地の第1航空団第41教育飛行隊に配備されている。
基本的な仕様はT-1と同じだが、内部配置が異なるほか、慣性航法装置とスラストリバーサーの追加などの変更点がある。なお、T-400の機体定期修理（IRAN：Inspection and Repair As Necessary）はベース機の元となったMU-300を開発した三菱重工業が担当している。